# 浅井鶴千代
浅井 鶴千代（あざい つるちよ、生年不詳 - 慶長7年2月17日（1602年4月9日））は、戦国時代から江戸時代にかけての女性。

## 経歴
- 浅井蔵屋と婿である一族の浅井亮政の間に誕生し、後に田屋明政（田屋氏の出自）に嫁ぐ。明政は海津城の城主であったため、海津殿と称されるようになる。

- 織田信長と浅井長政が（小谷城の戦い）で激突し、明政が討ち死。鶴千代は近江国の宗正寺にて出家する。出家した後は娘2人と共に淀殿に仕える。

- 慶長5年（1600年）の大津城の戦いで、姪の京極マリアとその娘・京極竜子、淀殿の妹・初が窮地に陥ると、助け出すため、使者として大津城まで赴いた。

- 慶長7年（1602年）2月17日に死去。戒名は栖松院殿香甫宗因大禅定尼。

## 子孫
- 海津局、饗庭局、近江局の3姉妹をもうける。
  - 海津局は淀殿に仕え、大坂夏の陣後は千姫と徳川江（崇源院）に仕えた
  - 饗庭局は淀殿の乳母となり、大坂夏の陣で自害する
  - 近江局は崇源院に仕えた